# Ukrainische Rugby-Union-Nationalmannschaft
Die ukrainische Rugby-Union-Nationalmannschaft vertritt die Ukraine in der Sportart Rugby Union. Sie gehört der dritten Stärkeklasse (third tier) an. 1991 trat erstmals eine ukrainische Rugbynationalmannschaft zu einem internationalen Spiel an. Sie spielt in der Division 1B des European Nations Cup.  Zuvor spielte das Team als Teil der Sowjetunion und der Gemeinschaft Unabhängiger Staaten. Bislang konnten die Ukrainer sich noch nicht für eine Weltmeisterschaft qualifizieren.

## Geschichte
1936 wurde der Rugbyunionverband der Sowjetunion gegründet. Bis 1991 war die ukrainische Mannschaft Teil dieses Verbandes. Am 21. November 1991 spielte die ukrainische Nationalmannschaft das erste offizielle Spiel seiner Geschichte gegen Georgien, das mit 15:19 verloren wurde. Drei Tage später unterlag das Team erneut den Georgiern mit 0:6. Der erste Sieg gelang 1993 gegen die Ungarn mit 41:3. Damit wurde eine Siegesserie gestartet, bei der Kroatien, Slowenien und Österreich geschlagen wurden. 
Die Weltmeisterschaft in Frankreich verpasste die Mannschaft, da sie in der vierten Qualifikationsrunde alle zehn Spiele verlor. In den Play-offs wurden erneut beide Vergleiche gegen Russland mit 11:25 und 17:37 verloren.

## Länderspiele
| Land        | Spiele | Gewonnen | Verloren | Unentschieden |
| ----------- | ------ | -------- | -------- | ------------- |
| Belgien     | 4      | 2        | 2        | 0             |
| Dänemark    | 2      | 2        | 0        | 0             |
| Deutschland | 6      | 2        | 3        | 1             |
| Georgien    | 7      | 0        | 7        | 0             |
| Israel      | 1      | 1        | 0        | 0             |
| Kroatien    | 4      | 3        | 1        | 0             |
| Lettland    | 3      | 2        | 1        | 0             |
| Litauen     | 1      | 1        | 0        | 0             |
| Moldau      | 3      | 2        | 1        | 0             |
| Niederlande | 4      | 3        | 1        | 0             |
| Österreich  | 2      | 2        | 0        | 0             |
| Polen       | 6      | 6        | 0        | 0             |
| Portugal    | 2      | 0        | 2        | 0             |
| Rumänien    | 3      | 0        | 3        | 0             |
| Russland    | 6      | 0        | 6        | 0             |
| Schweden    | 2      | 2        | 0        | 0             |
| Schweiz     | 2      | 2        | 0        | 0             |
| Serbien     | 1      | 1        | 0        | 0             |
| Slowenien   | 1      | 1        | 0        | 0             |
| Tschechien  | 5      | 1        | 4        | 0             |
| Ungarn      | 1      | 1        | 0        | 0             |
| Total       | 67     | 34       | 32       | 1             |

## Ergebnisse bei Weltmeisterschaften
- Weltmeisterschaft 1987: nicht teilgenommen
- Weltmeisterschaft 1991: nicht teilgenommen
- Weltmeisterschaft 1995: nicht qualifiziert
- Weltmeisterschaft 1999: nicht qualifiziert
- Weltmeisterschaft 2003: nicht qualifiziert
- Weltmeisterschaft 2007: 4. Qualifikationsrunde